# Capela de Nossa Senhora das Batalhas
A Capela de Nossa Senhora das Batalhas é uma edificação religiosa situada em Cruz do Espírito Santo, no estado da Paraíba, tombada em 1938 pelo IPHAN por sua importância cultural.
Foi construída no início do século XVII, no local onde foi travada uma batalha entre holandeses e portugueses. O edifício foi o resultado do pagamento de uma promessa do proprietário das terras pela vitória das forças portuguesas, comandadas por Francisco Rebelo. O tombamento incluiu todo o seu acervo.